# Polesie (powiat kościański)
Polesie – osada w Polsce położona w województwie wielkopolskim, w powiecie kościańskim, w gminie Krzywiń.
Osada leży na wschód od jez. Jezierzyckiego, jednego z jezior zbiornika Wonieść.
W latach 1975–1998 miejscowość administracyjnie należała do województwa leszczyńskiego.
W sąsiedztwie przebiega czarny znakowany szlak pieszy z Krzywinia do Śmigla.